# Gerald Groß

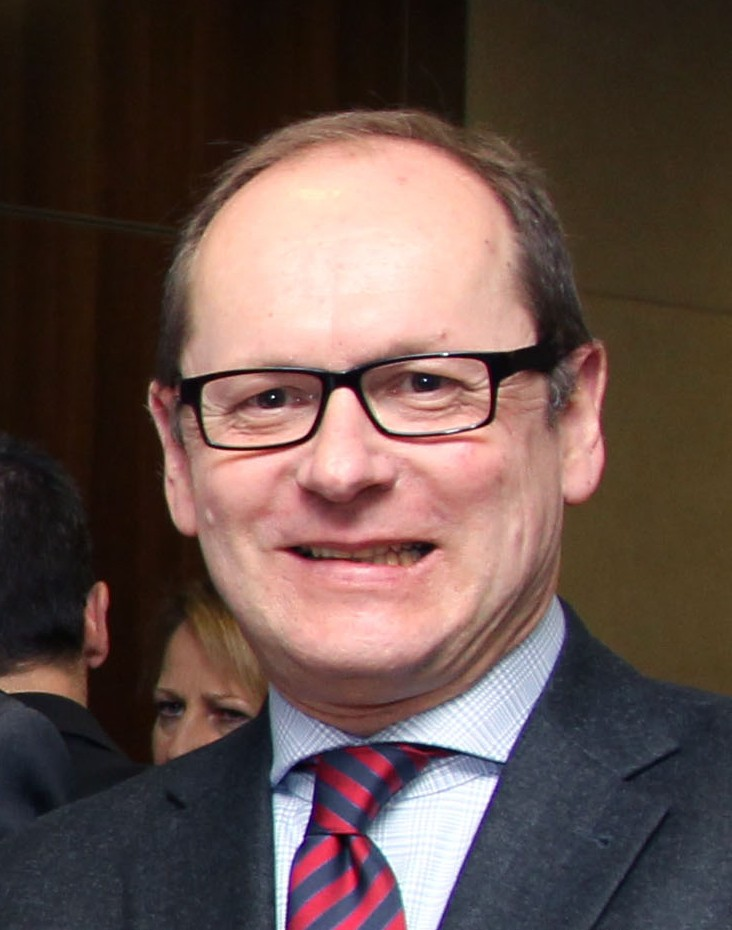
Gerald Groß

Gerald Groß (* 1964 in Vorau, Steiermark) ist ein österreichischer Mediencoach und ehemaliger Journalist und TV-Moderator.

## Leben
Groß studierte Germanistik an der Universität Wien und war zwei Jahre  Werkstudent an der Österreichischen Akademie der Wissenschaften, bevor er 1987 eine journalistische Tätigkeit als freier Mitarbeiter bei Tageszeitungen und Nachrichtenmagazinen begann.
Groß, der in Pinkafeld aufgewachsen war, wechselte 1988 in das ORF-Landesstudio Burgenland, wo er 1992 seine Bildschirm-Premiere als Moderator der lokalen Nachrichtensendung Burgenland heute hatte. 1997 ging Gerald Groß zum ORF-Hörfunk nach Wien, ein Jahr später wurde er Nachrichtenchef des Radiosenders Ö3. Nach wenigen Monaten kehrte er als Chefredakteur ins Landesstudio Burgenland zurück.
2001 übersiedelte Groß wieder nach Wien, als Nachfolger von Robert Hochner in der Redaktion der ZiB 2. Nach dem Wechsel von Josef Broukal in die Politik vor der Nationalratswahl 2002 übernahm Groß dessen Position als Moderator der Hauptnachrichtensendung „ZiB 1“ und des Wissenschaftsmagazins Modern Times. Seit der Wiedereinführung der Doppelmoderation im April 2007 präsentierte Groß die ZiB 1 vorerst gemeinsam mit Ingrid Thurnher und von März 2008 bis September 2011 mit Hannelore Veit.
Ende September 2011 verließ er den ORF und machte sich als Mediencoach selbständig.
Gerald Groß ist verheiratet und Vater zweier Kinder.

## Publikationen
- Wir kommunizieren uns zu Tode. Überleben im digitalen Dschungel. Ueberreuter, Wien 2008, ISBN 978-3-8000-7383-2.
- Making News-Hinter den Kulissen der TV-Nachrichten. K&S,Wien 2013 ISBN 978-3-2180-0880-8.